# Itajaí
Itajaí är en stad och kommun i Brasilien och ligger i delstaten Santa Catarina. Kommunen har cirka 200 000 invånare, med cirka en halv miljon invånare i storstadsområdet.

## Storstadsområde
Itajaís storstadsområde, Região Metropolitana da Foz do Rio Itajaí, bildades formellt 9 januari 2002. Området är indelat i en central del, Núcleo Metropolitano (fem kommuner), och en yttre del, Área de Expansão Metropolitana (fyra kommuner).
Núcleo Metropolitano
- Balneário Camboriú, Camboriú, Itajaí, Navegantes, Penha

Área de Expansão Metropolitana
- Balneário Piçarras, Bombinhas, Itapema, Porto Belo